# Włodzimierz Tyras
Włodzimierz Tyras (ur. 20 lutego 1933 w Piotrkowie Trybunalskim, zm. 14 września 2003 w Słupsku) – prezydent Słupska, wicewojewoda słupski.

## Życiorys
W 1956 ukończył studia zawodowe na Wydziale Przemysłu w Wyższej Szkole Ekonomicznej w Łodzi, a w 1968 studia magisterskie na Wydziale Ekonomiczno-Socjologicznym Uniwersytetu Łódzkiego. W latach pięćdziesiątych XX wieku przybył do Słupska, z którym związał całe swoje życie. Od 1956 do 1961 pracował w Rejonie Przemysłu Drzewnego w Słupsku, następnie (do 1965) był przewodniczącym Miejskiej Komisji Planowania Gospodarczego przy Prezydium Rady Miejskiej w Słupsku.
W kolejnych latach pełnił funkcje w administracji publicznej w Słupsku. Od 1965 był zastępcą przewodniczącego, a od 14 lutego 1969 przewodniczącym Prezydium Miejskiej Rady Narodowej. Po przywróceniu w Polsce urzędu prezydenta miasta, 15 grudnia 1973 został prezydentem Słupska. Funkcję tę pełnił do 23 czerwca 1975, kiedy został mianowany wicewojewodą słupskim.
Po odwołaniu z tego stanowiska na początku lat osiemdziesiątych XX wieku, podjął pracę w Urzędzie Wojewódzkim w Słupsku. Od 1981 do 1990 był tam dyrektorem Wydziału Ochrony Środowiska, a następnie (do przejścia na emeryturę we wrześniu 1998) starszym inspektorem w tym wydziale.